# سیارک ۱۱۹۴۶
سیارک ۱۱۹۴۶ (به انگلیسی: 11946 Bayle، نامگذاری:1993PB7) یازده هزار و نهصد و چهل و ششمین سیارک کشف شده‌است که در ۱۵ اوت ۱۹۹۳ کشف شد.
قدر مطلق سیارک برابر ۱۲٫۹۰ است.